# ガンダムシュピーゲル
- 機動武闘伝Gガンダム > モビルファイター > ガンダムシュピーゲル

ガンダムシュピーゲルは、テレビアニメ『機動武闘伝Gガンダム』に登場する架空の兵器。
第13回ガンダムファイトで、シュバルツ・ブルーダーが搭乗するネオドイツ代表モビルファイター (MF)（大会登録番号：GF13-021NG）。英語版では名称がShadow Gundamに変更されている。

## 機体解説
ネオドイツの最新技術によって作られた高性能MF。機動性はMFの中でもトップクラスで、シュバルツ・ブルーダーの駆使するゲルマン忍法を忠実にトレースすることを可能としている。
第13回大会のために作られた機体であるが、ゲルマン忍術を工業的に再現するためのノウハウは定かではない。開発に携わったスタッフそのものがゲルマン忍術を継承する技術者集団だった可能性も推察されている。
シュピーゲルとは、ドイツ語で「鏡」の意味。

## 武装
シュピーゲルブレード
両肘部分に装着された大型の刃物で、本機の主武装。忍者の日本刀のノウハウが取り入れられており、巨大MS程度の装甲なら簡単に断ち切る切れ味を持ちつつも、人毛を縦に10本に切り分けることも可能。
メッサーグランツ
爆弾が仕込まれたクナイ。刺さると時間差で起爆し、大量に投げつけることで爆発の威力を高めることができる。
アイアンネット / アイゼンネッツ
両腕に仕込まれたピンク色に輝く鋼鉄製の網。相手に被せた状態で電撃を流すこともできる。
先端部のクサビで攻撃することも可能。

## 必殺技
シュトゥルム・ウント・ドランク
シュピーゲルブレードを左右に展開し、機体を独楽の様に高速回転させて斬り付ける。回転によって攻防一体の技となり、これを破ることは非常に困難。その威力は新生シャッフル同盟の4機を完全に退け、ゴッドガンダムをも追い詰めた。
ゴッドガンダムとのデスマッチ時は2度使用され、最後の石破天驚拳との打ち合い時にはあえてブレードを展開せず放たれた。
技名が判明する以前も同様の技をガンダムヘッドを撃破する際や、デビル包囲網突破作戦時に滝を崩す際に使用している。
漫画版での技名はシュトゥルム・エクスプロジオーンになっていたが、後に刊行された版では変更されていた。

## 劇中の活躍
地球に降りて間もないデビルガンダムと遭遇し、一度倒されている。しかしデビルガンダムに取り込まれかけていたキョウジ・カッシュにより、死亡したシュバルツがキョウジの分身であるアンドロイドとしてよみがえった際、DG細胞によって本機も修復された。以後のシュピーゲルの破損はこれによって修復されるため整備が不要となる。その後デビルガンダムを止めるため、主にギアナ高地におけるドモンの修行に力を貸し、デビル包囲網突破作戦時にはシャッフル同盟の脱出にも協力する。その後マスターガンダムの攻撃からドモンを庇い破損するが、いつの間にかネオホンコンに到着していた。
決勝リーグを負け無しで進み、ゴッドガンダムとの最終戦デスマッチに突入する。終始圧倒するがドモンの石破天驚拳を受けて敗れ、リングの爆発に巻き込まれる。再び修復された後はランタオ島へ向かい、デビルガンダムに向けて単機で突撃するも、シュバルツが既に満身創痍であったこととバルカンの弾幕にさらされたため、目前で四散した。シュバルツは脱出して直接デビルガンダムのコックピットに乗り込むことに成功。

## 製作エピソード
デザインを担当した大河原邦男は自著において、ドイツ兵のヘルメットやゾウリンゲン社のナイフのデザインを取り入れたと語っている。